# ハウザーの記憶
ハウザーの記憶（ハウザーのきおく、Hauser's Memory）は、アメリカ合衆国のSF作家カート・シオドマクによるSF小説、スパイ小説。
マッドサイエンティストSFの古典でもある。 
1968年にG.P.パトナム社よりハードカバー版が出版された。
前編に『ドノヴァンの脳髄』、続編に『Gabriel's Body』（1991年、未訳）がある。 
1970年に「二重スパイ・国際謀略作戦（Hauser's Memory)」のタイトルで映画化されている。

## あらすじ
生化学者パトリック・コーリイの元にCIAのスローターが訪れる。
彼はパトリックの研究テーマ「RNAによる記憶の転移」に興味があると言い、国家の要請により、その技術をある人物に対して用いて欲しいと要請した。
東ドイツの科学者ハウザー博士は、軍事上／科学上重要な知識を持って亡命しようとしたが、国境で発覚し、銃撃を受けてこん睡状態になっていた。
RNAによる記憶の転移実験は、チンパンジーでは成功しているがヒトへの試験は行っていないこと、被験者に死の危険があることなどをパトリックが説明すると、政府が用意した被験者の囚人は「死にたくない、刑務所のほうがマシだ」と実験への参加を辞退した。
いよいよハウザーの延命が限界に達し、脳が摘出された。液体窒素で凍結された脳から記憶RNAが抽出される。
パトリックは自分が被験者となるつもりだったが、ヒレルがハウザーのRNAを注射してしまう。
間欠的に湧き上がる戦争の記憶や、知らないはずのドイツ語の書籍を読みふける自分に強い違和感を覚えるヒレル。
気がつくとコペンハーゲン行きの旅客機に搭乗していた。
ヒレルに追いついたパトリック、スローター、クレンスキイは、ベルリンに行くことに執着するヒレルにトランキライザーを投与して沈静化し、アメリカに護送しようとする。だが護送の車中でクレンスキイが二重スパイであることを明らかにし、パトリックとヒレル（とハウザーの記憶）を東側に拉致する。
パトリックとヒレルは西側のエージェントの力を借りながら、チェコスロバキア経由での脱出を試みる。
様々な犠牲を払いながら脱出に成功したパトリックとヒレルだが、ハウザーの記憶に突き動かされたヒレルは姿を消す。
ヒレルが姿を現したのはアンドレ・グズマンという男の邸宅だった。
グズマンの正体はナチスのゲスラー将軍で、彼こそかつてハウザーに凄惨な拷問を加えた張本人だった。
ヒレルはハウザーとして彼の頭を拳銃で吹き飛ばして復讐を果たすが、刺し違えて死亡する。
ハウザーの記憶が永遠に失われたことを残念がるヴァシロフ教授にパトリックは、今回は記憶と共にそれにともなう情動まで転移してしまったことが失敗だった、記憶RNAに特定の酵素を反応させることで純粋に記憶のみを転移させられるのではないか、と次への展望を語るのだった。

## 主要登場人物
パトリック・コーリイ
ノーベル賞受賞歴のある生化学者。「RNAによる記憶の転移」（ある経験を積んだ生物の脳から抽出したRNAを他の生物に投与することで、経験の記憶が継承されること）を研究している。
「ドノヴァンの脳髄」の主人公である医師と同名だが別人。
カール・ヘルムート・ハウザー
ドイツ人。数学者、物理学者。
第二次世界大戦中はV2ロケットの研究者で、ロシアに戦争捕虜として抑留され、バイコヌールで軍事研究に従事させられていた。
水素爆発を電磁気で制御する方法を発見した。
亡命に失敗して狙撃され、こん睡状態で西側の病院に収容された。
ヒレル・モンドロ
ユダヤ人。パトリックの同僚の化学者。
パトリックに心酔し、ハウザーのRNA実験で彼に危険が及ぶのを恐れ、自分にハウザーのRNAを導入する。
カレン・モンドロ
ヒレルの妻。
フランシス・L・スローター
CIAのエージェント。
ハウザーの脳から抽出したRNAによってハウザーの記憶を回収する処置をパトリックに要請する。
ボーグ大佐
CIAにおけるスローターの上司。
ウェントランド局長
CIAにおけるスローターの上司。東欧関係局の局長。
クイーン医師
大学医学センターの外科医。パトリックとヒレルに協力している。
クレンスキイ
自称IBMフランクフルトのビジネスマン。CIAの監視員としてヒレルの追跡に従事するが、実はロシアの二重スパイ。
ダグ・ヴァン・クンゲン
デンマーク人。ハウザーの旧友。第二次世界大戦当時、ハウザーを密告し、ナチスに売った。
アンナ・ハウザー
ハウザーの妻。
ディーター・ハウザー
ハウザーの息子。
イワン・シェピロフ
ロシア人。政府職員。
ヴァシロフ教授
モスクワ大学でリボヌクレアーゼを用いて特定の記憶RNAを破壊する研究をしている。
アンドレ・グズマン／ゲスラー将軍
元ナチスの将校。第二次世界大戦後、ナチスの遺産を横領。身分を偽ってイタリアで贅沢な隠遁生活をしている。

## 日本語訳
- ハウザーの記憶（早川書房、ハヤカワ・SF・シリーズ) 訳：矢野徹